# Lesja Oekrajinka
Larysa Petrivna Kosatsj-Kvitka (Oekraïens: Лариса Петрівна Косач-Квітка), beter bekend onder haar pseudoniem Lesja Oekrajinka (Oekr.: Леся Українка) (Novohrad-Volynskyj, 13/25 februari 1871 – Soerami, 19 juli/1 augustus 1913) was een Oekraïens dichteres, toneelschrijfster, vertaalster en literatuurcriticus, die zowel in de Oekraïense nationale beweging als in de vrouwenbeweging een zeer belangrijke rol heeft gespeeld. Ze wordt tot de voornaamste persoonlijkheden uit de geschiedenis van de Oekraïense literatuur gerekend.

## Levensbeschrijving

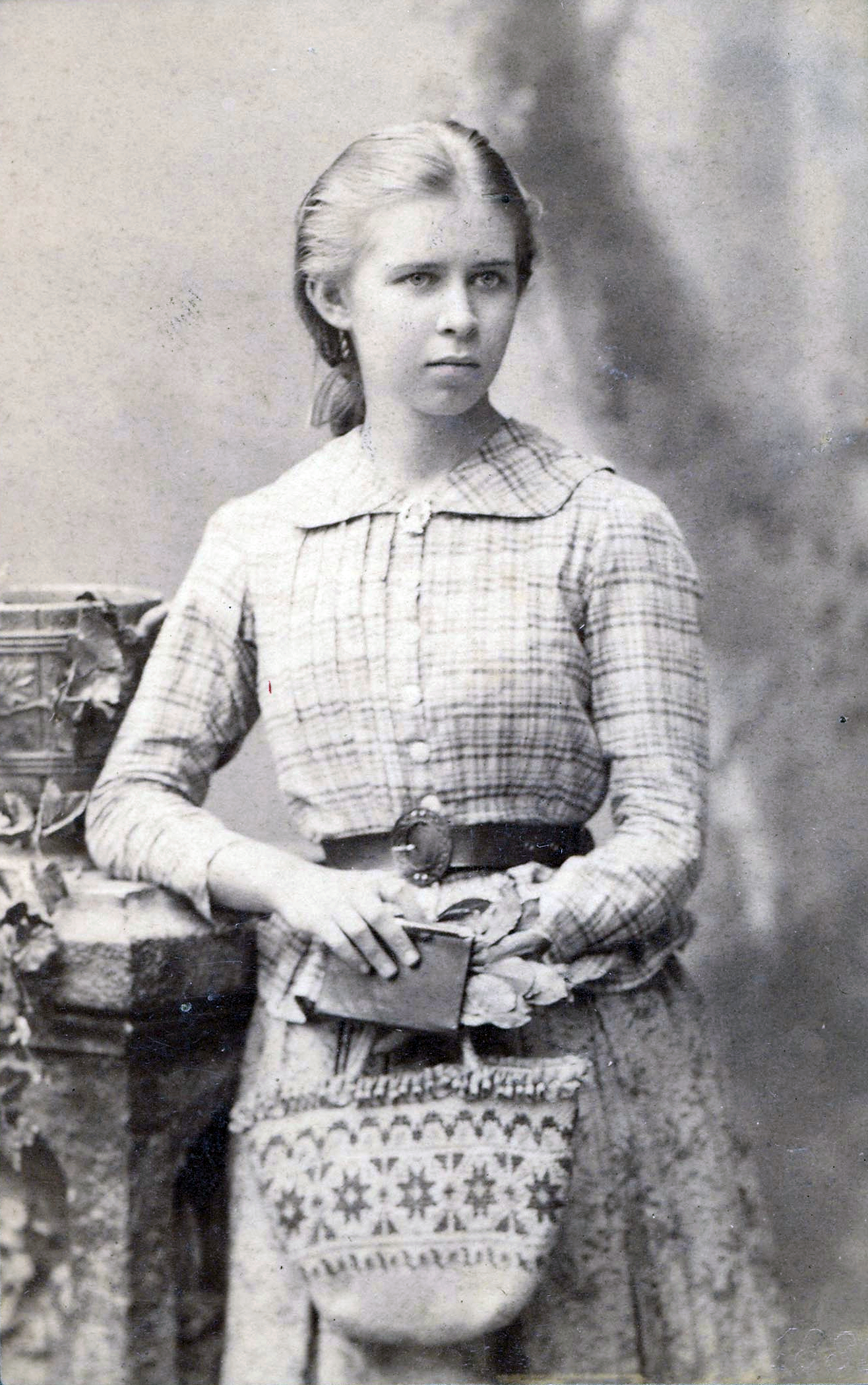
Lesja Oekrajinka met haar moeder, 1898.

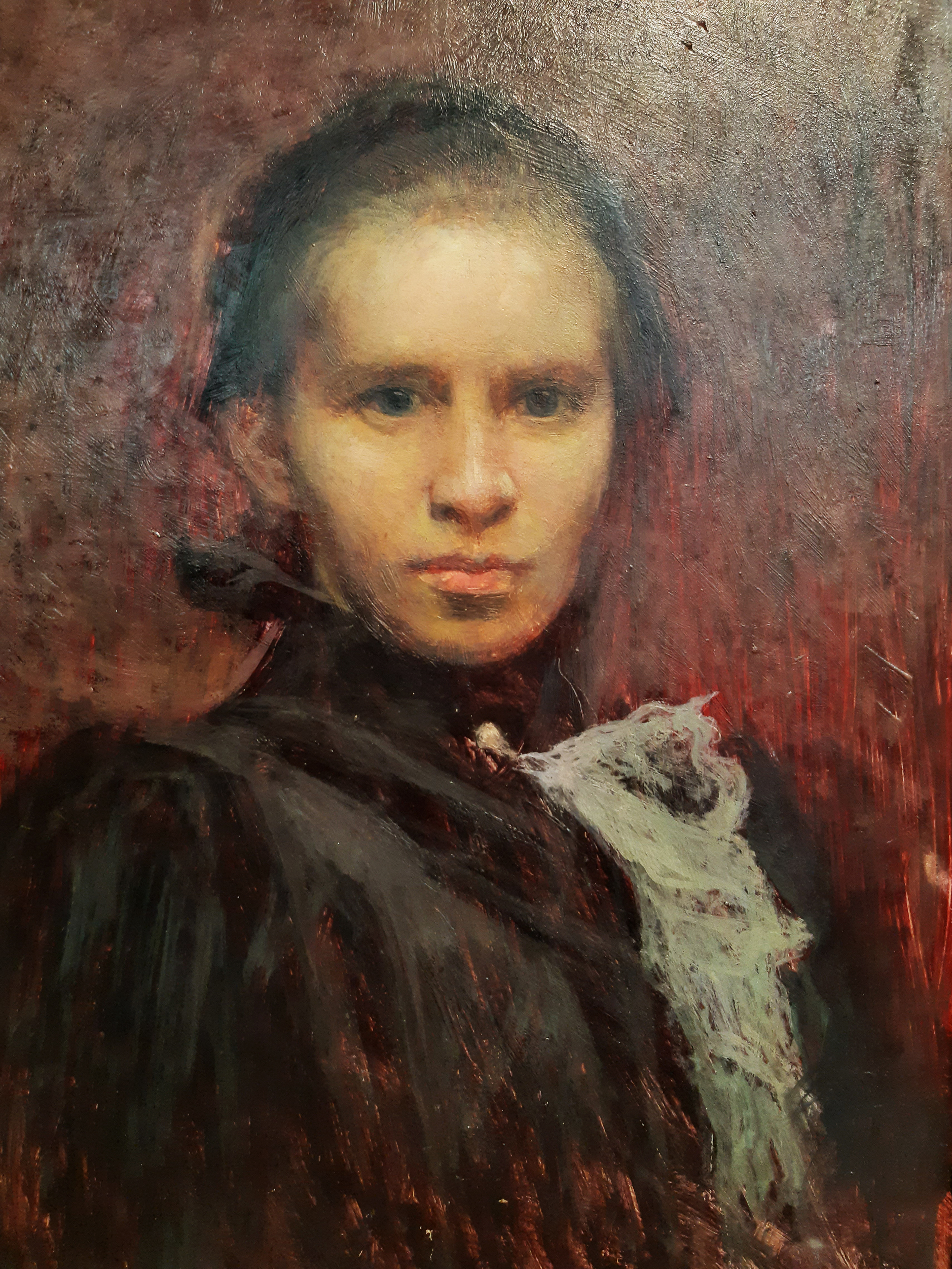
Een portret van Lesja Oekrajinka, geschilderd door Ivan Troesj.

Lesja Oekrajinka werd geboren in de stad Novohrad-Volynskyj (sinds 2022 Zvjahel geheten) in de huidige oblast Zjytomyr. Ze groeide op in een adellijke familie, waar thuis alleen Oekraïens werd gesproken. Haar vader, Petro Kosatsj, was jurist en ambtenaar. Haar moeder, Olha Drahomanova-Kosatsj, was een bekend schrijfster van vooral kinderboeken, die schreef onder het pseudoniem Olena Ptsjilka. Naar haar ouders speelde ook haar oom, de bekende historicus en etnograaf Mychajlo Drahomanov, een belangrijke rol in haar leven. Vanaf haar vroege jeugd leed ze aan osseuze tuberculose, waardoor ze niet naar school kon en in plaats daarvan thuisonderwijs kreeg. De jonge Larysa had veel muzikaal talent en hoopte aanvankelijke op een carrière als pianiste, maar haar ziekte maakte dit onmogelijk. In plaats daarvan zou ze haar leven wijden aan het schrijven.
In 1884 maakte ze op dertienjarige leeftijd haar literaire debuut met de publicatie van een gedicht in het tijdschrift Zorja (“De ster”), dat in Lviv uitkwam. Dit was ook de eerste keer dat ze haar pseudoniem "Lesja Oekrajinka" gebruikte. Destijds waren in het Keizerrijk Rusland publicaties in de Oekraïense taal verboden, zodat ze in plaats daarvan in Galicië moesten worden gepubliceerd, om vervolgens vanuit Oostenrijk-Hongarije naar Kiev te worden gesmokkeld.
Haar eerste dichtbundel, getiteld Na krylach pisen’ ("Op de vleugels van liederen"), verscheen in 1893. Later volgden nog de dichtbundels Doemy i mriji ("Gedachten en dromen", 1899) en Vidhoeky ("Recensies", 1902). Daarnaast publiceerde ze meer dan tien toneelstukken. Haar oeuvre vormt een weerspiegeling van heftige emoties en een diepe innerlijke onrust, maar ook van een geloof in rechtvaardigheid en een overwinning van het goede. Ze voelde zich een erfgename van de Europese cultuur en greep dikwijls terug op de Oudheid, maar liet zich ook inspireren door eigentijdse stromingen in de West-Europese literatuur. Daarnaast bevatten haar werken duidelijke kenmerken van symbolisme. Haar poëtische theaterstuk Lisova pisnja ("Lied van het woud") uit 1911 wordt algemeen gezien als haar beste werk.
Als literatuurcriticus schreef Lesja Oekrajinka een reeks artikelen over de geschiedenis en het heden van de Europese literatuur. Daarnaast was ze actief als vertaalster: werken van onder meer Homerus, Heinrich Heine, Victor Hugo, George Gordon Byron en Adam Mickiewicz werden door haar naar het Oekraïens vertaald.
Ook op het maatschappelijke vlak was Lesja Oekrajinka zeer actief. As vurig tegenstandster van de tsaristische regering zette ze zich in voor verschillende marxistische organisaties in Oekraïne. Daarnaast was ze actief in de vrouwenbeweging. In 1902 vertaalde ze het Communistisch manifest van Karl Marx naar het Oekraïens, met als gevolg dat ze eerst werd gearresteerd en daarna onder politietoezicht bleef staan.
Haar eerste verloofde, Serhij Merzjynskyj, overleed in 1901. Tegen het einde van haar leven trad Lesja Oekrajinka in het huwelijk met de etnograaf Klyment Kvitka, een huwelijk dat door haar moeder overigens als morganatisch van de hand werd gewezen. In diezelfde periode ging haar gezondheid ernstig achteruit, doordat ze naast tuberculose ook nog te kampen kreeg met een nierziekte. Ze overleed op tweeënveertigjarige leeftijd in een sanatorium in het stadje Soerami in Georgië. Ze ligt begraven op de Bajkove-begraafplaats in Kiev.
Lesja Oekrajinka wordt gerekend tot de belangrijkste vrouwen in de Oekraïense geschiedenis en tevens tot de belangrijkste schrijvers. Er zijn in Oekraïne vele straten, scholen, parken en een universiteit naar haar vernoemd, en in veel Oekraïense plaatsen zijn standbeelden en andere gedenktekens van haar te vinden.

## Gedenktekens

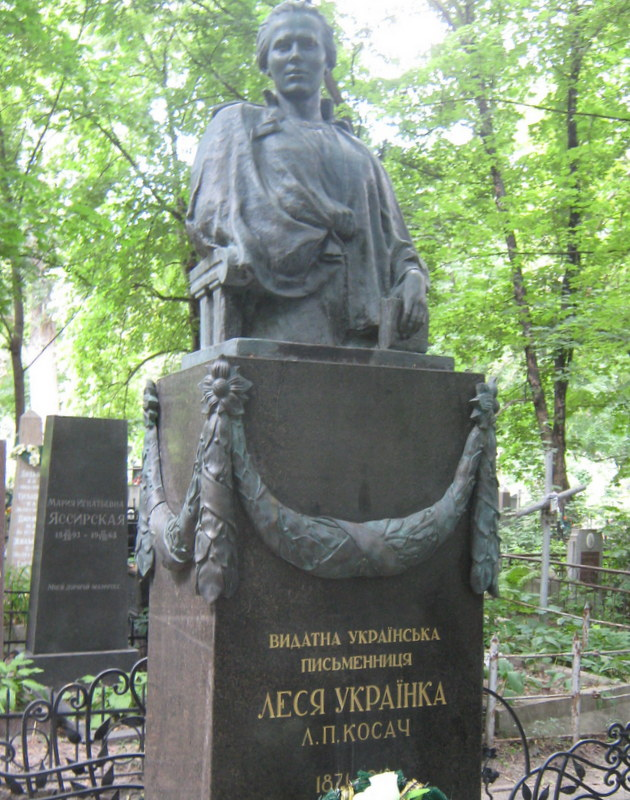
Het graf van Lesja Oekrajinka op de Bajkove-begraafplaats
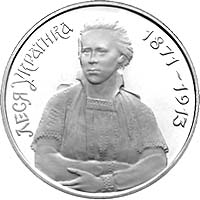
Afbeelding op een Oekraïense munt
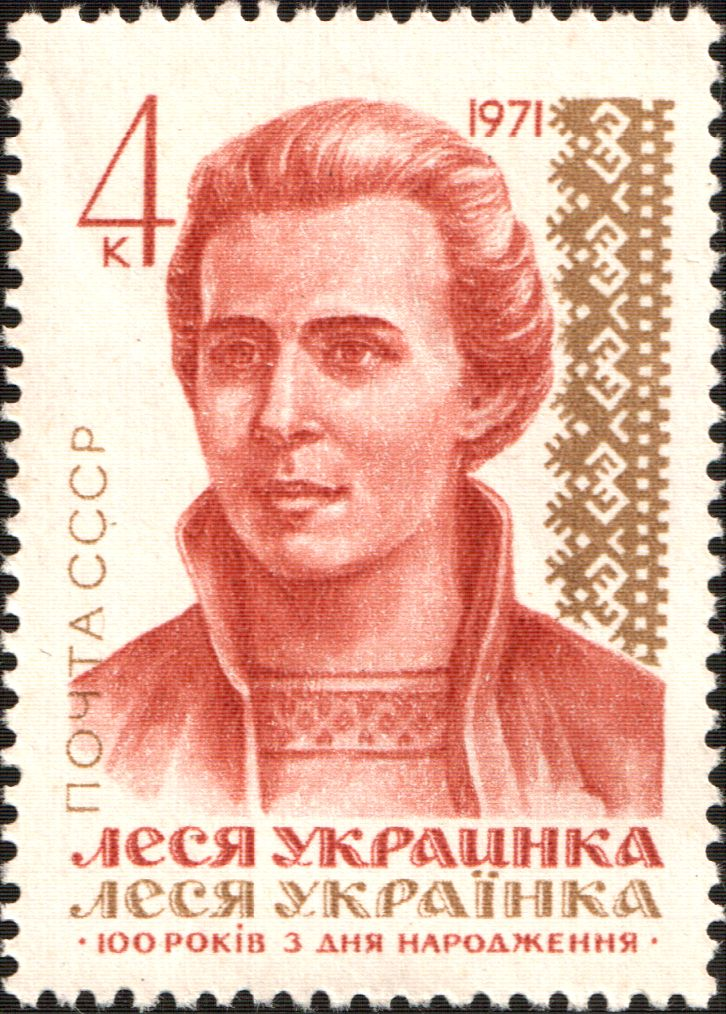
Een postzegel uit de Sovjettijd, uitgegeven ter gelegenheid van het 100ste geboortejaar van Lesja Oekrajienka
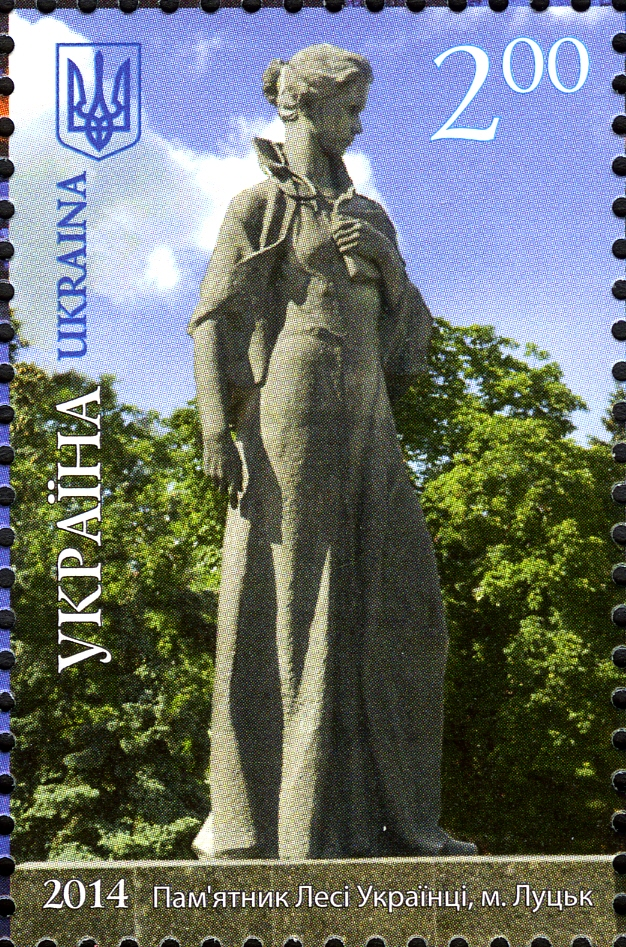
Een Oekraïense postzegel uit 2024
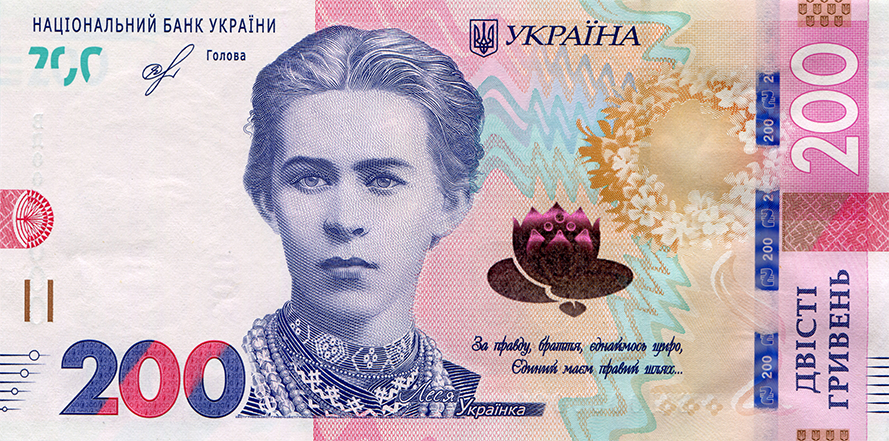
Op een Oekraïens bankbiljet van 200 hryvna
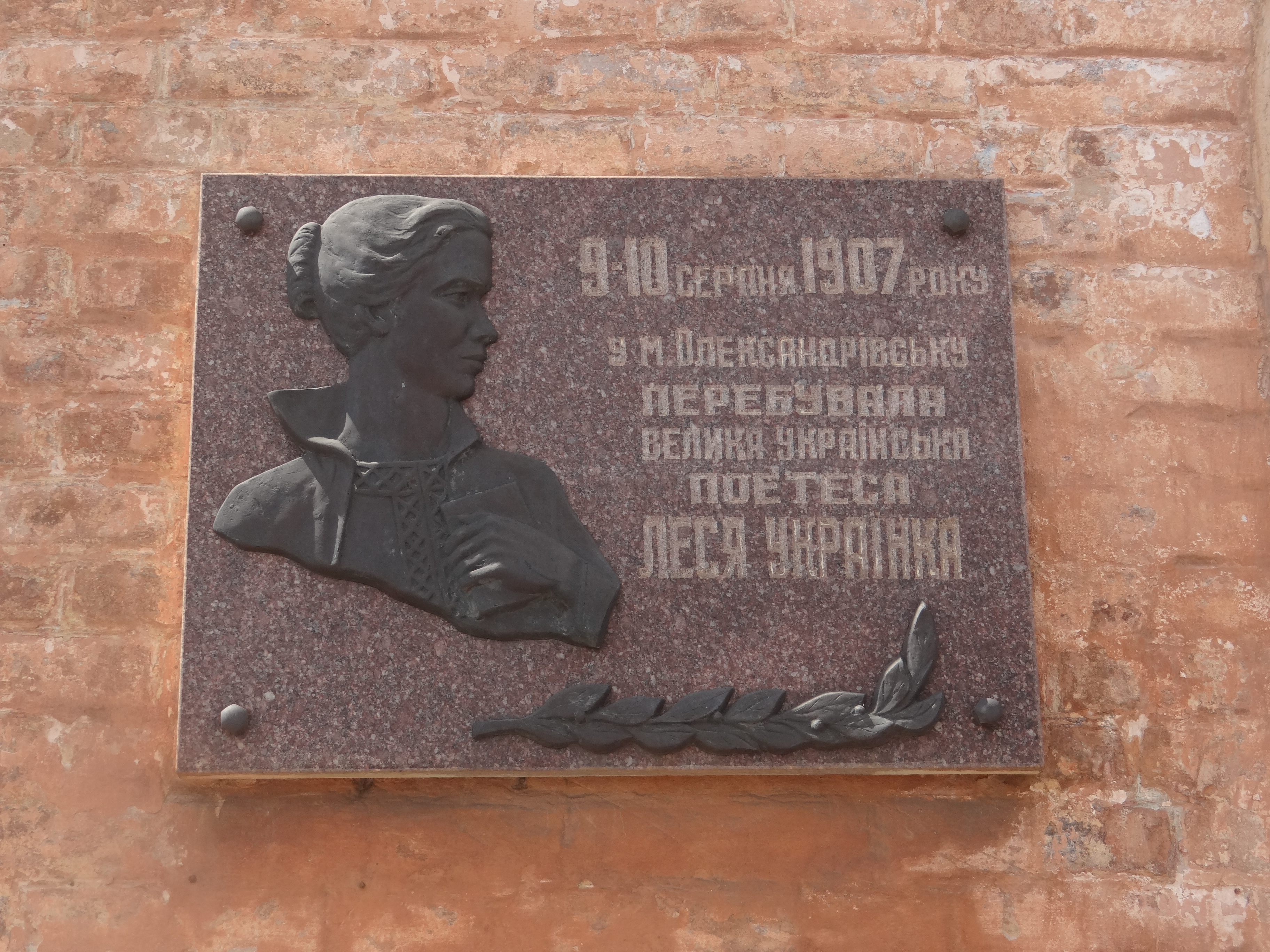
Een gedenksteen in Zaporizja

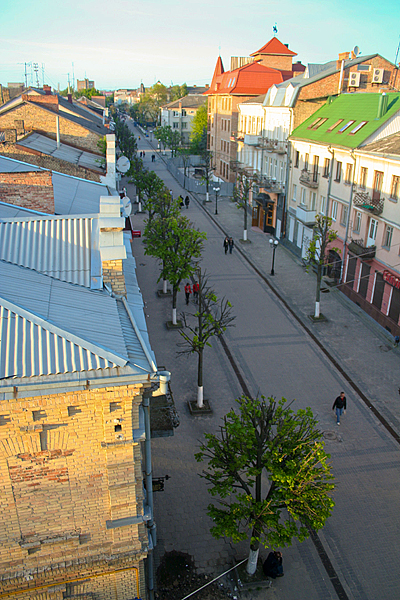
De "Lesja Oekrajinka-straat", de hoofdstraat van de stad Loetsk[4].
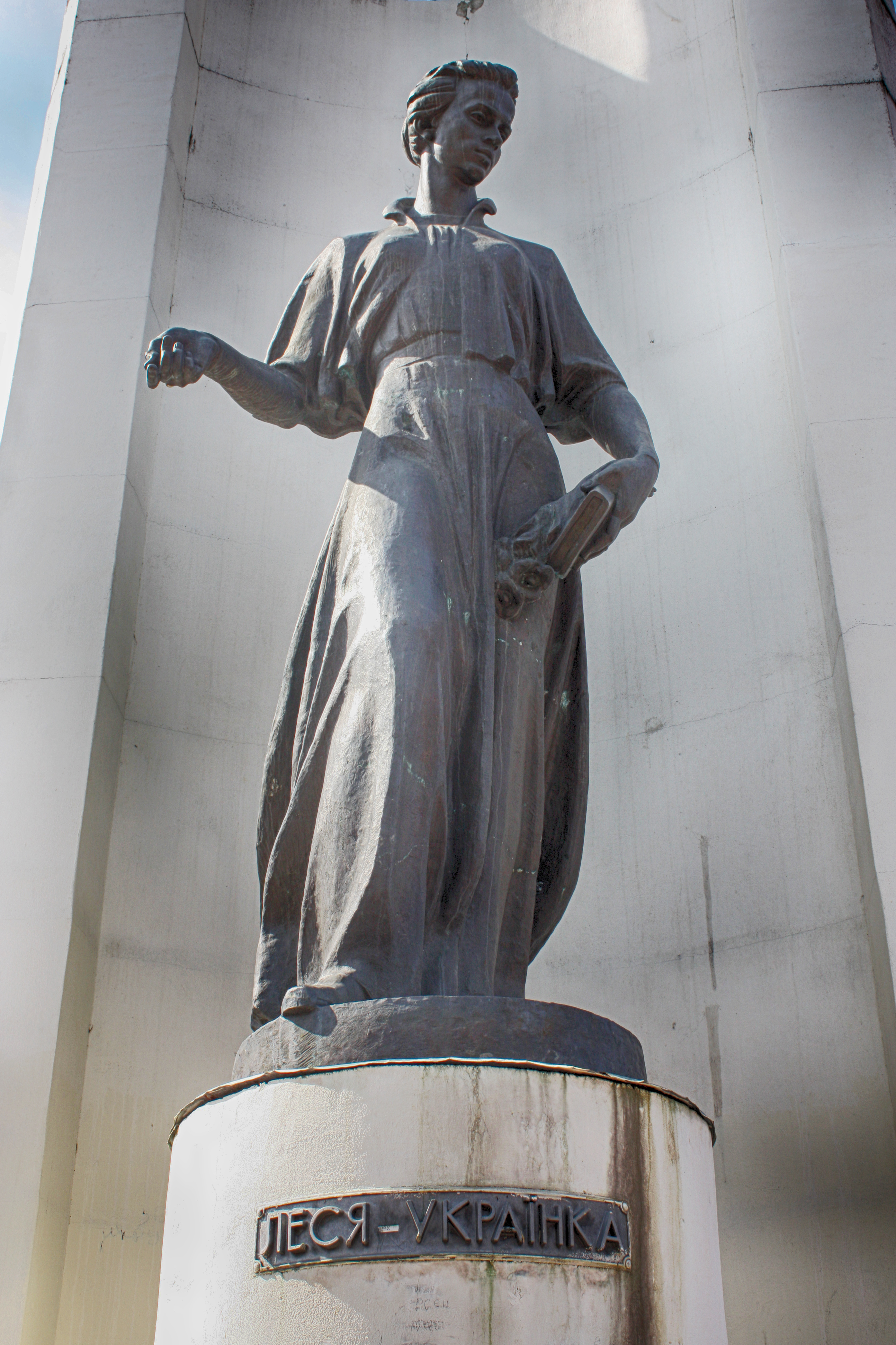
Standbeeld in Stryj
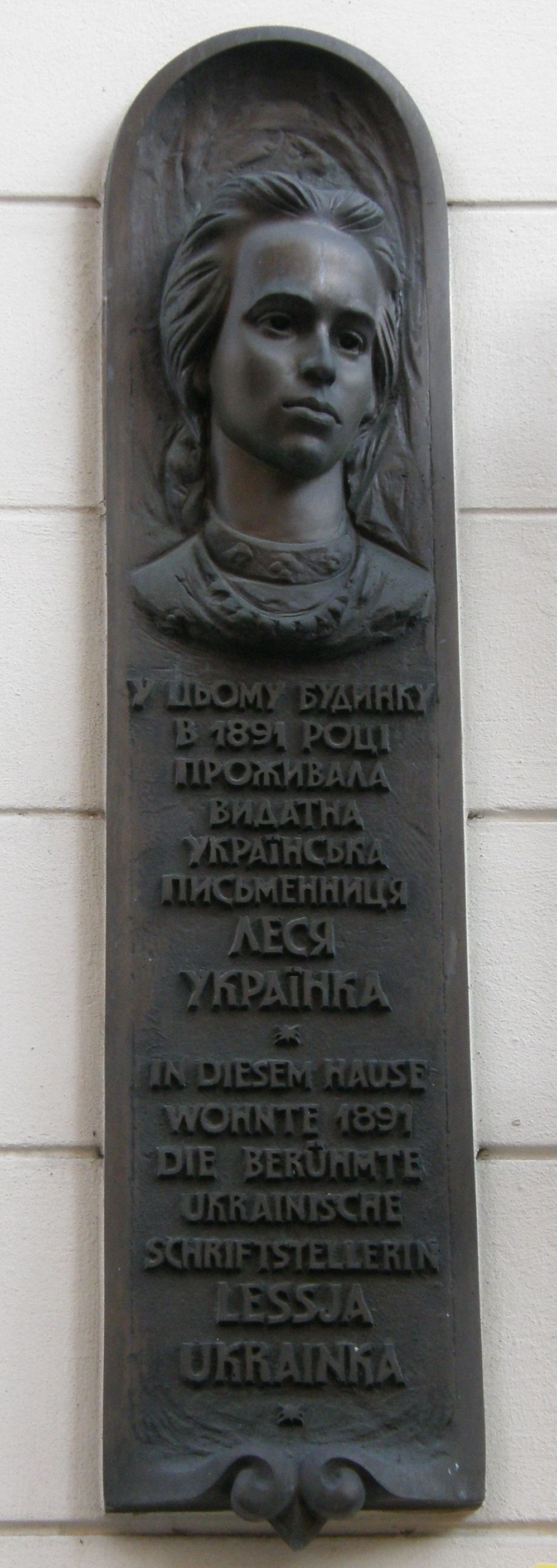
Gedenksteen in Wenen